# Unterwelt (1927)
Unterwelt ist ein US-amerikanisches Filmdrama aus dem Jahr 1927. Das Drehbuch des Stummfilms basiert auf einer Erzählung von Ben Hecht.

## Handlung
Bull Weed ist ein stadtbekannter Krimineller und König der Unterwelt. Auf der Flucht nach einem Banküberfall begegnet er dem Alkoholiker und Ex-Anwalt Rolls Royce, dem er einen Job verschafft und ihn von der Straße holt. Als es zu einer Auseinandersetzung mit dem aufbrausenden Gangster Buck Mulligan kommt, stellt sich Bull Weed schützend vor seinen Zögling. Nach und nach wird Rolls Royce in die kriminellen Machenschaften eingeweiht und entwickelt sich zu Bull Weeds rechter Hand. Mit List und Tücke versuchen die beiden, Buck Mulligan einen Überfall auf einen Juwelier in die Schuhe zu schieben. Rolls Royce verwahrt die Schlüssel und bewacht das mit einem Geheimgang ausgestattete Versteck des Gangsters, wo er manchmal auch Bull Weeds Freundin Feathers Gesellschaft leisten muss. Die beiden verlieben sich.
Bei einem großen Ball der Unterweltgrößen tanzt Rolls Royce ungefragt mit Feathers und erzürnt seinen Mentor. Später versucht Buck Mulligan Feathers zu vergewaltigen. Bull Weed rettet seine Verlobte und verfolgt und tötet Mulligan. Er wird verhaftet und für den Mord zum Tode verurteilt. Obwohl nach Bull Weeds Tod der Weg für eine gemeinsame Zukunft für Feathers und Rolls Royce frei wäre, beschließen die beiden, loyal zu bleiben und planen eine Befreiungsaktion. Dieser Plan schlägt allerdings fehl und Bull Weed glaubt, von seinen beiden engsten Vertrauten verraten worden zu sein. Er kann sich selbst befreien, eilt zum Versteck und möchte sich an den beiden rächen. Die ahnungslose Feathers führt die Polizisten zum Versteck, wo es zu einer heftigen Schießerei kommt. Die verschanzten Bull Weed und Feathers können jedoch nicht fliehen, da nur Rolls Royce im Besitz der Schlüssel zum Geheimgang ist. Als Rolls Royce erscheint, wird er vom tobenden Bull Weed angeschossen, schafft es aber, unbemerkt von der Polizei in das Versteck zu gelangen. Bull Weed erkennt, dass ihn die beiden nicht verraten wollten und beschließt, sich zu ergeben. Zuvor ermöglicht er Rolls Royce und Feathers die Flucht durch den Geheimgang.

## Kritik
Das Lexikon des internationalen Films über den Film: „Früher Gangsterfilm mit melodramatischen Akzenten, in dem erstmals ein Gangster als Ausgestoßener und Verlierer dargestellt wird. Weniger an Härte und Brutalität interessiert als an der Vermittlung von Gefühlen und der Angst vor Vereinsamung, wodurch er auch heute noch äußerst differenziert und fast ‚modern‘ wirkt.“
Mordaunt Hall von der New York Times lobte die außerordentliche Darstellung hervor. Der Film sei zwingend.
Dave Kehr von „Chicago Reader“ hält den Film für einen Meilenstein, ein effektives Stück Arbeit.
Channel 4 sieht in den Film einen großen Stummfilm mit einem beachtlichen Einfluss auf die Kriminaldramen der frühen 1930er Jahre.

## Auszeichnungen
Bei der ersten Oscarverleihung 1929 wurde Ben Hecht mit dem Oscar für die Beste Originalgeschichte ausgezeichnet.

## Hintergrund
Die Uraufführung fand am 20. August 1927 statt. In Deutschland wurde der Film erstmals 1928 gezeigt. Nach dem Zweiten Weltkrieg erschien er am 1. Februar 1969 in einer TV-Premiere im dritten Programm des WDR.
Der ursprüngliche Regisseur Arthur Rossen wurde von Paramount Pictures entlassen. Als Ersatz wurde Josef von Sternberg engagiert. Das Studio erwartete, dass der Film ein Reinfall werden würde. Auch Ben Hecht wollte seinen Namen nicht genannt wissen. Doch durch Mundpropaganda entwickelte sich der Film zu einem Hit.